# District de Linhe
Le district de Linhe (临河区 ; pinyin : Línhé Qū) est une subdivision administrative de la région autonome de Mongolie-Intérieure en Chine. Il est placé sous la juridiction de la ville-préfecture de Baynnur dont il forme le chef-lieu.